# Crono delle Nazioni

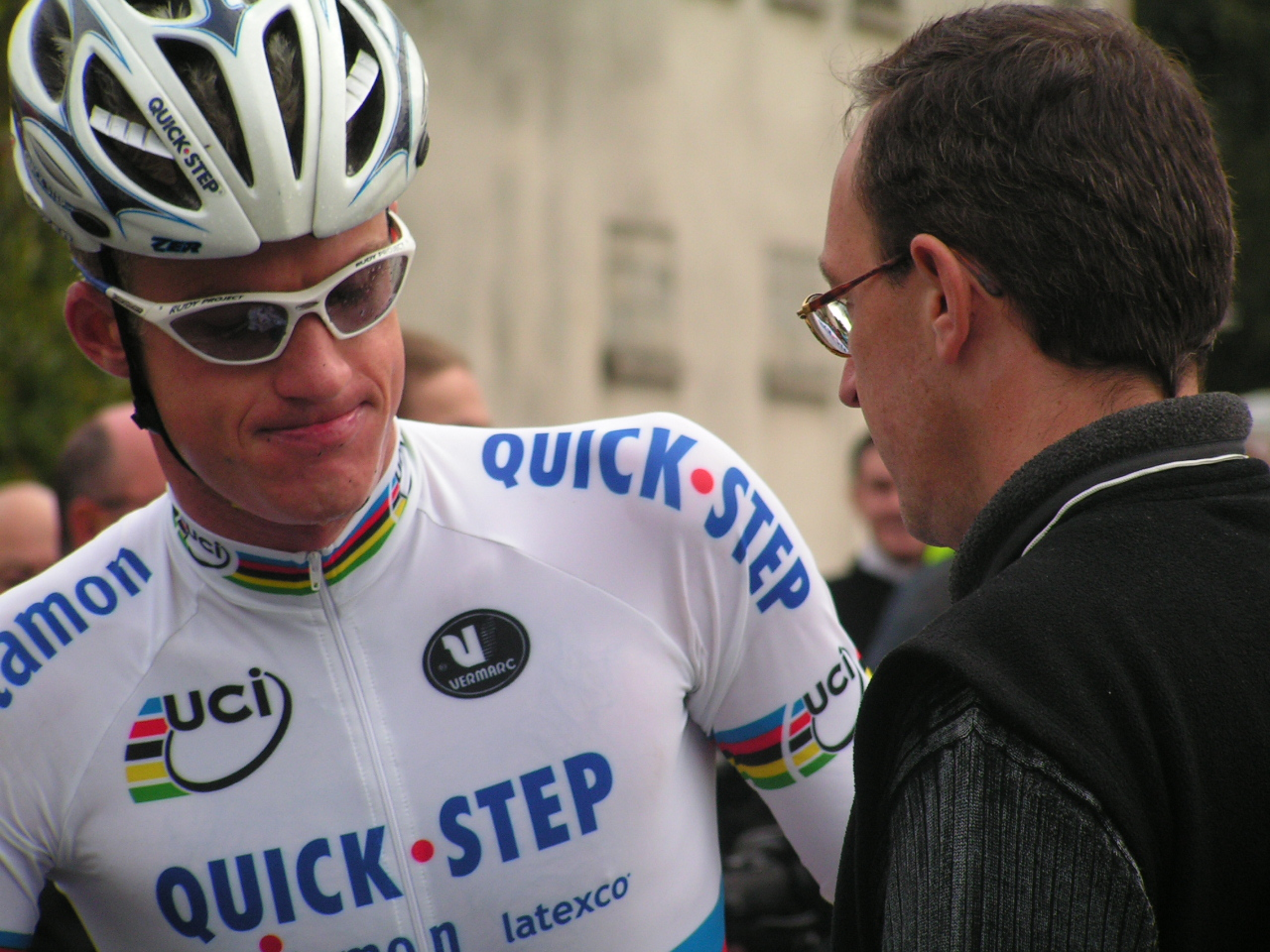
Michael Rogers alla Chrono des Herbiers 2004

La Crono delle Nazioni (nome completo in francese Chrono des Nations - Les Herbiers Vendée) è una corsa a cronometro di ciclismo su strada che si svolge ogni anno nel mese di ottobre a Les Herbiers, nel dipartimento francese della Vandea. Dal 2005 fa parte del circuito UCI Europe Tour, come prova di classe 1.1.

## Storia
Creata nel 1982 con il nome Chrono des Herbiers, fino al 1987 fu riservata ai dilettanti come gara di chiusura della stagione ciclistica in Francia. Nel 1988 divenne prova "Open", unendo dunque dilettanti e professionisti, mentre dal 1995, a seguito della riforma delle categorie, fu riservata agli Elite ed inclusa nel calendario internazionale dell'Unione Ciclistica Internazionale. Nel 2005 venne inserita nel calendario dell'UCI Europe Tour come prove di classe 1.1. Nel 2006 si fuse con il Gran Premio delle Nazioni assumendo la denominazione Chrono des Nations - Les Herbiers Vendée.
Disputata a fine stagione qualche settimana dopo lo svolgimento del campionato del mondo a cronometro, per quattro volte ha visto imporsi il campione iridato Elite a cronometro in carica (Tony Martin nel 2011, 2012 e 2013, Vasil' Kiryenka nel 2015).
Una competizione femminile fu creata nel 1987 e delle corse maschili riservate agli Under-23 ed agli Juniores sono state create rispettivamente nel 1993 e nel 1997; dal 2007 si svolge anche la prova femminile Juniores.

## Albo d'oro

### Uomini Elite
Aggiornato all'edizione 2024.
| Anno | Vincitore                             | Secondo                               | Terzo                                 |
| ---- | ------------------------------------- | ------------------------------------- | ------------------------------------- |
| 1982 | Gary Dowdell                          | Hakan Jensen                          | Patrice Esnault                       |
| 1983 | David Akam                            | Patrice Esnault                       | Bruno Cornillet                       |
| 1984 | Patrice Esnault                       | Eric Dudoit                           | Philippe Glowacz                      |
| 1985 | Bernard Richard                       | Claude Seguy                          | Paul Quentel                          |
| 1986 | Frank Petiteau                        | Laurent Bezault                       | Pascal Lance                          |
| 1987 | Pascal Lance                          | Frank Petiteau                        | Armand de Las Cuevas                  |
| 1988 | Pascal Lance                          | Thomas Hartman                        | Philippe Bouvatier                    |
| 1989 | Marco Jeletich                        | Bernard Richard                       | Thierry Dupuy                         |
| 1990 | Jan Karlsson                          | Francis Moreau                        | Michael Rich                          |
| 1991 | Jan Karlsson                          | Thierry Marie                         | Hervé Garel                           |
| 1992 | Artūras Kasputis                      | Marek Leśniewski                      | Jan Karlsson                          |
| 1993 | Chris Boardman                        | Pascal Lance                          | Eddy Seigneur                         |
| 1994 | Pascal Lance                          | Thierry Marie                         | Jan Karlsson                          |
| 1995 | Jan Karlsson                          | Bert Roesems                          | Andreas Walzer                        |
| 1995 | Pascal Lance                          | Marek Leśniewski                      | Nicolas Aubier                        |
| 1996 | Chris Boardman                        | Laurent Brochard                      | Neil Stephens                         |
| 1997 | Serhij Hončar                         | Tony Rominger                         | Francisque Teyssier                   |
| 1998 | Serhij Hončar                         | Gilles Maignan                        | Francisque Teyssier                   |
| 1999 | Serhij Hončar                         | Gilles Maignan                        | Christophe Moreau                     |
| 2000 | Jean Nuttli                           | Serhij Hončar                         | László Bodrogi                        |
| 2001 | Jean Nuttli                           | László Bodrogi                        | Serhij Hončar                         |
| 2002 | Michael Rich                          | Fabian Cancellara                     | Bert Roesems                          |
| 2003 | Michael Rich                          | Bert Roesems                          | Uwe Peschel                           |
| 2004 | Bert Roesems                          | Vladimir Gusev                        | Sebastian Lang                        |
| 2005 | Ondřej Sosenka                        | Michael Rogers                        | Vladimir Gusev                        |
| 2006 | Raivis Belohvoščiks                   | Brian Vandborg                        | Matti Helminen                        |
| 2007 | László Bodrogi                        | Raivis Belohvoščiks                   | Stef Clement                          |
| 2008 | Stef Clement                          | Manuel Quinziato                      | Raivis Belohvoščiks                   |
| 2009 | Aleksandr Vinokurov                   | Jean-Christophe Péraud                | Jurij Krivcov                         |
| 2010 | David Millar                          | Edvald Boasson Hagen                  | Lieuwe Westra                         |
| 2011 | Tony Martin                           | Gustav Larsson                        | Alex Dowsett                          |
| 2012 | Tony Martin                           | Sylvain Chavanel                      | Taylor Phinney                        |
| 2013 | Tony Martin                           | Gustav Larsson                        | Sylvain Chavanel                      |
| 2014 | Sylvain Chavanel                      | Jérémy Roy                            | Reidar Borgersen                      |
| 2015 | Vasil' Kiryenka                       | Marcin Białobłocki                    | Johan Le Bon                          |
| 2016 | Vasil' Kiryenka                       | Jonathan Castroviejo                  | Martin Toft Madsen                    |
| 2017 | Martin Toft Madsen                    | Mikkel Bjerg                          | Jonathan Castroviejo                  |
| 2018 | Martin Toft Madsen                    | Mikkel Bjerg                          | Stéphane Rossetto                     |
| 2019 | Jos van Emden                         | Filippo Ganna                         | Primož Roglič                         |
| 2020 | annullata per la pandemia di COVID-19 | annullata per la pandemia di COVID-19 | annullata per la pandemia di COVID-19 |
| 2021 | Stefan Küng                           | Martin Toft Madsen                    | Alessandro De Marchi                  |
| 2022 | Stefan Küng                           | Tobias Foss                           | Matteo Sobrero                        |
| 2023 | Joshua Tarling                        | Remco Evenepoel                       | Stefan Bissegger                      |
| 2024 | Stefan Küng                           | Jay Vine                              | Johan Price-Pejtersen                 |

### Donne Elite
Aggiornato all'edizione 2024.
| Anno | Vincitrice                            | Seconda                               | Terza                                 |
| ---- | ------------------------------------- | ------------------------------------- | ------------------------------------- |
| 1987 | Jeannie Longo                         | Cécile Odin                           | Roberta Bonanomi                      |
| 1988 | Maria Canins                          | Cécile Odin                           | Annie Rebière                         |
| 1989 | Maria Canins                          | Nathalie Six                          | Fiona Madden                          |
| 1990 | Astrid Shop                           | Fiona Madden                          | Leontien van Moorsel                  |
| 1991 | Nathalie Gendron                      | Astrid Shop                           | Laurence Leboucher                    |
| 1992 | Jeannie Longo                         | Barbara Erwin-Ganz                    | Luzia Zberg                           |
| 1993 | Roselyne Riou                         | Georgina Pechard                      | Margareth Castel-Heurtaux             |
| 1994 | Marion Clignet                        | Roselyne Riou                         | Maryline Salvetat                     |
| 1995 | Jeannie Longo                         | Roselyne Riou                         | Christèle Richard                     |
| 1996 | Chrystèle Richard                     | Maryline Salvetat                     | Françoise Le Prod'Homme               |
| 1997 | Zul'fija Zabirova                     | Maryline Salvetat                     | Roselyne Riou                         |
| 1998 | Zul'fija Zabirova                     | Géraldine Loewenguth                  | Florence Marrens                      |
| 1999 | Zul'fija Zabirova                     | Géraldine Loewenguth                  | Valentina Polchanova                  |
| 2000 | Jeannie Longo                         | Corinne Sempé                         | Beatrice Thomas                       |
| 2001 | Edwige Pitel                          | Blandine Camus                        | Elodie Touffet                        |
| 2002 | Zul'fija Zabirova                     | Jeannie Longo                         | Cathy Moncassin                       |
| 2003 | Margaret Hemsley                      | Joane Somarriba                       | Kathryn Watt                          |
| 2004 | Edwige Pitel                          | Kathryn Watt                          | Zul'fija Zabirova                     |
| 2005 | Edwige Pitel                          | Priska Doppmann                       | Marina Jaunatre                       |
| 2006 | Priska Doppmann                       | Zul'fija Zabirova                     | Marina Jaunatre                       |
| 2007 | Susanne Ljungskog                     | Bridie O'Donnell                      | Priska Doppmann                       |
| 2008 | Susanne Ljungskog                     | Jeannie Longo                         | Charlotte Becker                      |
| 2009 | Jeannie Longo                         | Trine Schmidt                         | Julia Shaw                            |
| 2010 | Jeannie Longo                         | Amber Neben                           | Edwige Pitel                          |
| 2011 | Amber Neben                           | Kristin Armstrong                     | Ol'ga Zabelinskaja                    |
| 2012 | Amber Neben                           | Alison Tetrick Starnes                | Edwige Pitel                          |
| 2013 | Hanna Solovey                         | Alison Tetrick                        | Elisa Longo Borghini                  |
| 2014 | Hanna Solovey                         | Alison Tetrick                        | Mélodie Lesueur                       |
| 2015 | Tat'jana Antošina                     | Hanna Solovey                         | Ann-Sophie Duyck                      |
| 2016 | Ann-Sophie Duyck                      | Hayley Simmonds                       | Lotta Henttala                        |
| 2017 | Audrey Cordon-Ragot                   | Ann-Sophie Duyck                      | Hayley Simmonds                       |
| 2018 | Ol'ga Zabelinskaja                    | Emma Norsgaard Jørgensen              | Audrey Cordon-Ragot                   |
| 2019 | Leah Thomas                           | Vita Heine                            | Emma Norsgaard Jørgensen              |
| 2020 | annullata per la pandemia di COVID-19 | annullata per la pandemia di COVID-19 | annullata per la pandemia di COVID-19 |
| 2021 | Marlen Reusser                        | Anna Kiesenhofer                      | Mieke Kröger                          |
| 2022 | Ellen van Dijk                        | Valeriya Kononenko                    | Amber Neben                           |
| 2023 | Anna Kiesenhofer                      | Christina Schweinberger               | Valeriya Kononenko                    |
| 2024 | Grace Brown                           | Vittoria Guazzini                     | Anna Kiesenhofer                      |

### Uomini Under-23
Aggiornato all'edizione 2024.
| Anno | Vincitore                             | Secondo                               | Terzo                                 |
| ---- | ------------------------------------- | ------------------------------------- | ------------------------------------- |
| 1993 | Sébastien Noel                        | Samuel Renaux                         | Roman Krylov                          |
| 1994 | Sébastien Noel                        | Samuel Renaux                         | Gilles Rouyau                         |
| 1995 | Anthony Morin                         | Guillaume Auger                       | Damien Nazon                          |
| 1996 | Florent Brard                         | László Bodrogi                        | Christophe Barbier                    |
| 1997 | Guillaume Auger                       | László Bodrogi                        | Stefano Panetta                       |
| 1998 | Oleg Žukov                            | László Bodrogi                        | Florent Brard                         |
| 1999 | Jurij Krivcov                         | Christian Poos                        | Eric Trokimo                          |
| 2000 | Niels Brouzes                         | Jurij Krivcov                         | Mariusz Witecki                       |
| 2001 | Jurij Krivcov                         | Xavier Pache                          | David Le Lay                          |
| 2002 | Gianluca Moi                          | Jochen Rochau                         | Damien Monier                         |
| 2003 | Damien Monier                         | Emilien-Benoît Bergès                 | Jean Zen                              |
| 2004 | Olivier Kaisen                        | Florian Morizot                       | Nicolas Rousseau                      |
| 2005 | Dimitri Champion                      | Mickaël Muck                          | Nicolas Baldo                         |
| 2006 | Dominique Cornu                       | Yoann Offredo                         | Stéphane Rossetto                     |
| 2007 | Michael Færk Christensen              | Yoann Offredo                         | Alexandre Roux                        |
| 2008 | Julien Fouchard                       | Fabien Taillefer                      | Daniel Kreutzfeldt                    |
| 2009 | Romain Lemarchand                     | Étienne Pieret                        | Nicolas Boisson                       |
| 2010 | Alex Dowsett                          | Romain Bacon                          | Nicolas Bonnet                        |
| 2011 | Yoann Paillot                         | Erwan Téguel                          | Pierre Lebreton                       |
| 2012 | Yoann Paillot                         | Joseph Perrett                        | Alexis Guérin                         |
| 2013 | Ryan Mullen                           | Bruno Armirail                        | Alexis Guérin                         |
| 2014 | Alexis Dulin                          | Rémi Cavagna                          | Edmund Bradbury                       |
| 2015 | Truls Engen Korsæth                   | Julian Braun                          | Louis Pijourlet                       |
| 2016 | Louis Louvet                          | Maxime Roger                          | Louis Pijourlet                       |
| 2017 | Mathias Norsgaard                     | Christoffer Lisson                    | Louis Louvet                          |
| 2018 | Mathias Norsgaard                     | Alexys Brunel                         | Matt Langworthy                       |
| 2019 | Jasper De Plus                        | Mathias Norsgaard                     | Clément Davy                          |
| 2020 | annullata per la pandemia di COVID-19 | annullata per la pandemia di COVID-19 | annullata per la pandemia di COVID-19 |
| 2021 | Antoine Devanne                       | Branko Huys                           | Jon Knolle                            |
| 2022 | Alec Segaert                          | Søren Wærenskjold                     | Pierre Thierry                        |
| 2023 | Kacper Gieryk                         | Maximilian Cushway                    | Jonas Walton                          |
| 2024 | Jakob Söderqvist                      | Luca Giaimi                           | Jonathan Vervenne                     |

### Uomini Juniores
Aggiornato all'edizione 2024.
| Anno | Vincitore                             | Secondo                               | Terzo                                 |
| ---- | ------------------------------------- | ------------------------------------- | ------------------------------------- |
| 1997 | Fabrice Salanson                      | Anthony Michelet                      | Sandy Casar                           |
| 1998 | Eric Trokimo                          | Anthony Geslin                        | Guillaume Reux                        |
| 1999 | Hedson Mathieu                        | Ludovic Lanceleur                     | Niels Brouzes                         |
| 2000 | Nicolas Rousseau                      | Charly Carlier                        | Alexandre Pichot                      |
| 2001 | Nicolas Rousseau                      | Olivier Kaisen                        | Thierry Hupond                        |
| 2002 | Sébastien Coeffier                    | Romain Feillu                         | Sébastien Turgot                      |
| 2003 | Damien Gaudin                         | Anthony Martin                        | Dmytro Kryvcov                        |
| 2004 | Alexandre Binet                       | Anthony Martin                        | Damien Gaudin                         |
| 2005 | Sébastien Ivars                       | Tony Gallopin                         | Stéphane Rossetto                     |
| 2006 | Tony Gallopin                         | Etienne Pieret                        | Yann Moritz                           |
| 2007 | Fabien Taillefer                      | Romain Bacon                          | Aurélien Corbin                       |
| 2008 | Romain Bacon                          | Kévin Labeque                         | Adrien Petit                          |
| 2009 | Anthony Saux                          | Yoann Paillot                         | Jimmy Turgis                          |
| 2010 | Alliaume Leblond                      | Jauffrey Betouigt-Suire               | Pierre Almeida                        |
| 2011 | Paul Moerland                         | Guillaume Thévenot                    | Thomas Bourreau                       |
| 2012 | Ryan Mullen                           | David Michaud                         | Maxime Piveteau                       |
| 2013 | Igor Decraene                         | Élie Gesbert                          | Martin Palm                           |
| 2014 | Filippo Ganna                         | Thomas Denis                          | Martin Palm                           |
| 2015 | Nazar Lahodych                        | Julien Souton                         | Thomas Denis                          |
| 2016 | Alexys Brunel                         | Sébastien Grignard                    | Emilien Jeannière                     |
| 2017 | Sébastien Grignard                    | Antoine Raugel                        | Thomas Delphis                        |
| 2018 | Remco Evenepoel                       | Donavan Grondin                       | Joshua Sandman                        |
| 2019 | Hugo Page                             | Joris Kroon                           | Alex Baudin                           |
| 2020 | annullata per la pandemia di COVID-19 | annullata per la pandemia di COVID-19 | annullata per la pandemia di COVID-19 |
| 2021 | Alec Segaert                          | Darren Rafferty                       | Eddy Le Huitouze                      |
| 2022 | Joshua Tarling                        | Titouan Fontaine                      | Baptiste Gillet                       |
| 2023 | Davide Donati                         | Finlay Tarling                        | Adam Rafferty                         |
| 2024 | Seth Dunwoody                         | Ellande Larronde                      | Thibaut Van Damme                     |

### Donne Juniores
Aggiornato all'edizione 2024.
| Anno | Vincitrice                            | Seconda                               | Terza                                 |
| ---- | ------------------------------------- | ------------------------------------- | ------------------------------------- |
| 2007 | Audrey Cordon-Ragot                   | Jennifer Letue                        | Élodie Le Bail                        |
| 2008 | Mélodie Lesueur                       | Jennifer Letue                        | Margot Ortega                         |
| 2009 | Pauline Ferrand-Prévot                | Aude Biannic                          | Alexia Muffat                         |
| 2010 | Hanna Solovej                         | Alexia Muffat                         | Mathilde Favre                        |
| 2011 | Pauliena Rooijakkers                  | Mathilde Favre                        | Eugénie Duval                         |
| 2012 | Manon Bourdiaux                       | Kseniya Dobrynina                     | Marine Strappazzon                    |
| 2013 | Séverine Eraud                        | Fanny Zambon                          | Olena Demidova                        |
| 2014 | Marion Borras                         | Greta Richioud                        | Fanny Zambon                          |
| 2015 | Marion Borras                         | Henrietta Colborne                    | Typhaine Laurance                     |
| 2016 | Dorine Granade                        | Lisa Morzenti                         | Clara Copponi                         |
| 2017 | Marie Le Net                          | Dorine Granade                        | Alana Castrique                       |
| 2018 | Rozemarijn Ammerlaan                  | Zoé Delachaux                         | Maryanne Hinault                      |
| 2019 | Maëva Squiban                         | Floriane Huet                         | Gloria Van Mechelen                   |
| 2020 | annullata per la pandemia di COVID-19 | annullata per la pandemia di COVID-19 | annullata per la pandemia di COVID-19 |
| 2021 | Ollier Bénédicte                      | Faustine Croguennoc                   | Raby Coline                           |
| 2022 | Églantine Rayer                       | Aurore Pernollet                      | Clémence Chereau                      |
| 2023 | Léane Tabu                            | Titia Ryo                             | Alice Toniolli                        |
| 2024 | Luca Vierstraete                      | Ambre Jouault                         | Milana Ushakova                       |